# Gouvernement Depretis VII
Royaume d'Italie
Depretis VI Depretis VIII
Le gouvernement Depretis VII (Governo Depretis VII, en italien) est le gouvernement du royaume d'Italie entre le 29 juin 1885 et le 4 avril 1887, durant la XVe et la XVIe législature.

## Composition
Composition du gouvernement
- Gauche historique

### Président du conseil des ministres
Agostino Depretis